# NGC 1853
NGC 1853 is een balkspiraalstelsel in het sterrenbeeld Goudvis. Het hemelobject werd op 4 december 1834 ontdekt door de Britse astronoom John Herschel.

## Synoniemen
- ESO 158-22
- AM 0511-572
- IRAS 05114-5727
- PGC 16911